# Hyleorus takanoi
Hyleorus takanoi är en tvåvingeart som först beskrevs av Louis-Paul Mesnil 1963.  Hyleorus takanoi ingår i släktet Hyleorus och familjen parasitflugor. Inga underarter finns listade i Catalogue of Life.